# Claes Oldenburg
Claes Oldenburg (Estocolmo, Suecia; 28 de enero de 1929-Nueva York; 18 de julio de 2022) fue un escultor sueco-estadounidense, pionero del Pop Art. Es conocido sobre todo por sus instalaciones de arte público que representan réplicas a gran escala de objetos cotidianos. Otro tema en su obra son las versiones en escultura blanda de objetos normalmente duros.

## Biografía
Oldenburg nació en Estocolmo (Suecia), hijo de un diplomático sueco. Siendo niño se trasladó con su familia a los Estados Unidos en 1939, primero a Nueva York y después a Chicago donde se graduó en la Latin School de Chicago. Estudió en la Universidad de Yale desde 1946 hasta 1950, después regresó a Chicago donde estudió bajo la dirección de Paul Wieghardt en el Art Institute of Chicago hasta 1954.
Mientras desarrollaba su arte, trabajó como periodista en prácticas para el City News Bureau de Chicago. Abrió su propio taller y, en 1953, se naturalizó ciudadano estadounidense. Regresó a Nueva York en 1956. Allí conoció a toda una serie de artistas, incluyendo Jim Dine, Red Grooms, y Allan Kaprow, cuyos Happenings incorporaban aspectos teatrales y proporcionaban una alternativa al expresionismo abstracto que había llegado a dominar la escena artística. 
Oldenburg vive la consolidación de la sociedad de consumo de finales de los años 50 en EE. UU. y ve cómo a la gente le gusta cada vez más llamar la atención, por eso la época se caracteriza por la opulencia. El mundo estaba empezando a evolucionar muy rápidamente, gracias, en parte, a los medios de comunicación, que hicieron cambiar las bases de las relaciones humanas. Oldenburg y otros artistas, a partir de este pretexto, decidieron usar las innumerables posibilidades de difusión para transmitir mensajes a través de sus obras, ya que si su arte está relacionado con la situación social, resulta más fácil mostrar y entender sus composiciones al público.
En 1961 inauguró su primera tienda, llamada El taller, donde vendía figuras de escayola pintada, normalmente de medidas considerables o de forma natural. Solían ser productos gastronómicos: frutas y utensilios de cocina o domésticos.
Al principio solo empleaba materiales blandos y baratos.
Después de haber pasado los primeros años de su carrera artística en el Coger East Side, se instaló en Broome Street (Nueva York).
Sus obras reúnen todas las características del Pop Art, ya que generalmente, sus creaciones son elaboradas con objetos sencillos y fáciles de conseguir. Pretende que sus obras comuniquen al artista con el público.
En 1977, el artista se casó con la también artista Coosje Van Bruggen. Desde entonces, firman las obras juntos, y Coosje asesora y aconseja al artista en sus creaciones. En 1978, fijaron su residencia en Broome Street, donde crearon su propia empresa, después de haber restaurado y arreglado dos edificios de esa calle. Allí, reunieron las obras creadas hasta el momento del artista; las restauraron y las expusieron en diversos sitios de la ciudad. Aun así, Oldenburg sigue manteniendo sus principios artísticos; sigue usando materiales sencillos, creando sus obras de forma industrial, que tienen que ver con bienes cotidianos, etc.
Su esposa rebautizó algunas obras de los 60 y 70 de Oldenburg.
En Estados Unidos este arte nació como reacción artística frente al Expresionismo Abstracto, ya que lo consideraba vacío y elitista, además trajo consigo el regreso de la ironía y la parodia para compensar el simbolismo personal que se encontraba en el expresionismo abstracto; a mediados de los años 50 nace en el Reino Unido, en este caso el origen de este arte fue la imaginación paradójica de la cultura popular americana. Sin embargo, el Pop Art también es conocido como la continuación de algunos aspectos del expresionismo abstracto como la creencia en las posibilidades de hacer arte en obras de grandes proporciones. Pablo Picasso y Marcel Duchamp son algunos de los artistas considerados como los precursores del movimiento pop.
Las fuentes del pop se inspiran con la realidad cotidiana del momento, de la cultura de masas que nace de la industria de la reproducción. Estos artistas intentaban buscar imágenes sencillas y reconocibles y elevarlas a la categoría de arte.
La producción de masas y el consumismo, proporcionaron los iconos que se utilizarán en la obra de los llamados “artistas pop”. Las pautas de un estilo mecanizado y de series reproducidas por el espectador contemporáneo las marca la experiencia cotidiana. Este es un arte de fuerte carga visual, una producción artística que enlaza directamente con el mundo de la publicidad.
El tamaño de las obras es cada vez más espectacular, los motivos pasan a un primer plano o también se multiplican a lo largo de toda la superficie; la expresividad queda relegada a un segundo término, manteniendo firme un estilo impersonal que retrata su contemporaneidad.
La temática estaba reducida principalmente a los artículos de consumo comercial tales como: latas de sopa (Warhol), flores, revólveres, etc. El artista dibuja en sus obras, de temática banal y descuidada ejecución, un universo cercano al ciudadano de a pie.
Se podía repetir y reproducir hasta el infinito cualquier cosa, artículos y retratos de personajes de la alta sociedad. La reproducción de la obra de arte es una de las bases de este estilo. El retrato, como sucedió en épocas anteriores, toma una gran fuerza. Todas las personas relevantes deseaban poder tener su propia visión pop. Tuvieron la oportunidad de ponerse delante de Andy Warhol: Marilyn Monroe, Jacqueline Kennedy, Grace Kelly... para que dejasen constancia de su paso por la modernidad.
La mayoría de las obras son de una difícil comprensión. El concepto del Arte Pop hace énfasis sobre todo en las actitudes que conducen a él. Por otro lado, el arte pop y las historietas o cómics están relacionados. Son multitud de autores los que basan sus obras de Pop Art en historietas. Algunos de ellos son Roy Lichtenstein con “Good Morning, Darling”. A lo largo de los años también ocurriría lo contrario, el Pop Art influenciará a numerosos escritores de historietas.
Respecto a España, este arte estaba principalmente relacionado con el llamado “nuevo figurativismo”. El Equipo Crónica, formado por Rafael Solbes y Manolo Valdés, entre otros, trabajó y llevó muy de cerca este planteamiento.
Por último, Japón es el lugar donde este arte es único, muchos de los artistas Pop utilizaron el anime como inspiración, además de otro estilo artístico japonés. Takashi Murakami es el artista más conocido y sus obras están dedicadas para el público juvenil.
La obra más conocida del Pop Art es: “Latas de sopa Campbell” de Andy Warhol.

## Obra individual
En 1962 tuvo un gran cambio a la hora de reconstruir sus objetos y empezó a realizar obras con formas no estables rellenas de estopa y a su vez hacía sus obras gigantes. Estas obras modificaban la forma que nosotros tenemos entendida. 
En 1974 creó The Home en la que comenzó una versión de objetos ordinarios que fueron configurados colosalmente. En 1976 construyó una escultura de 45 pies de alto en el centro de Philadelphia.
Algunas de sus obras más importantes son:
- El ratón geométrico, creado a 5 escalas. Este ratón geométrico fue utilizado por primera vez como una máscara en una interpretación y, a continuación, se propone como una fachada para el Museo de arte contemporáneo de Chicago. En la impresión de Oldenburg Notas de 1968 el ratón aparece como una escultura de colina, como un parque de la ciudad (los ojos sirviendo como piscinas) y como una escultura flotante. Si el ratón se coloca encima de Hollywood, podría sufrir la misma suerte, en el tiempo, como las famosas letras gigantes y caer sobre su cara.

## Etapa junto a Coosje van Bruggen
A partir de 1976, Claes Oldenburg colabora con Coosje Van Brunggen en proyectos de gran escala aplicados a ingeniería urbana y que constituyen un verdadero alarde de ingenio e ironía. Oldenburg y Coosje van Bruggen trabajaron por primera vez juntos en la reconstrucción y la reubicación del alto de pie 41 Trowel (1971-76; originalmente situado en Sonsbeek Park de Arnhem, Países Bajos) localizado actualmente en el Museo Kröller-Müller en Otterlo (Gelderland, Países Bajos). Oldenburg y van Bruggen se casaron en 1977 y han continuado su colaboración artística durante más de 25 años. Ambos ciudadanos estadounidenses, el trabajo de Oldenburg y de van Bruggen refleja una sensibilidad creativa que está influenciada por sus países de origen, por sus historias educativas y profesionales, y por sus personalidades.
En mayo de 2002, Oldenburg y van Bruggen instalan cuatro esculturas a gran escala en el jardín del ático del Metropolitan Museum of Art, titulado Claes Oldenburg and Coosje van Bruggen on the Roof (Claes Oldenburg y Coosje van Bruggen en el Tejado). Más tarde, ese mismo verano, después de anunciar que habían adquirido "la más grande colección de dibujos de Oldenburg en el mundo", el Museo Whitney de arte estadounidense presentó dos colecciones consecutivas de obras de los artistas. Claes Oldenburg Drawings (1959-1977) fue la exposición más grande desde 1977 dedicada a las primeras obras de Oldenburg , con la exposición de Coosje van Bruggen Drawings (1992-1998) presentando varias obras de colaboración a gran escala.
El equipo artístico tiene ejecutado más de 40 esculturas permanentemente situados en escala arquitectónica a lo largo de los Estados Unidos, Europa y Japón, incluyendo Spoonbridge y Cherry- Cuchara y cereza (1988), Minneapolis Mixtos (Matchcover- Cerillas) (1992), Barcelona; Volantes (1994), Kansas City; Saw- Serrucho (1996), Tokio; Needle, Thread and Knot (Aguja, hilo y Nudo) (2000), Milán; y más recientemente, el cono de 40 metros de altura (2001) encima de la Galería de Neumarkt en Colonia, Alemania. Su colaboración también ha abarcado pequeño parques y esculturas de jardín además de instalaciones interiores. 
El trabajo de Oldenburg y de van Bruggen puede encontrarse en numerosas colecciones públicas, incluyendo: el Instituto de Arte de Chicago (Chicago, USA), la Fundación Chinati (Marfa, Texas, USA), el Museo de Arte de Dallas (Texas, USA), el Museo Hirshhorn y Jardín de Esculturas (Washington, USA), el Museo de Israel (Jerusalén, Israel), Instituto Valenciano de Arte Moderno (Valencia, España), el Museo de Arte de Basilea (Suiza), el Museo de Arte Contemporáneo de Los Ángeles (California, USA), el Museo Moderno (Estocolmo, Suecia), el Centro Pompidou (París, Francia), el MoMA (Nueva York, USA), la Galería Nacional de Arte (Washington, USA), el Museo de Arte Moderno de San Francisco (California, USA), el Museo Solomon R. Guggenheim (Nueva York, USA), el Museo Urbano (Ámsterdam, Holanda) la Galería Tate (Londres, R.Unido), el Walker Art Center (Mineápolis, USA) y el Museo Whitney de Arte Estadounidense (Nueva York, USA). 
Oldenburg y van Bruggen vivían y trabajaban en el centro de Manhattan, en California y en una finca con siglos de antigüedad en el Valle de Loire, Francia, cuyo entorno natural y cultural han favorecido la inspiración de los artistas.

## Obras
En la primera fase del artista se inclinó por la utilización de materiales blandos y baratos con los que hacía una imitación de objetos cotidianos. Con la utilización de este tipo de material negaba una de las premisas de la escultura convencional, que tiende al empleo de materiales duros. También con la utilización de estos materiales se va modificando su forma inicial tan solo con que el espectador ejerza una pequeña presión, este hecho deja claro que el autor quiere que el espectador toque su obra para que le de diferentes formas. Pronto comenzó a utilizar escayola para sus obras. 
Lo primero que te impresiona de la escultura de este artista en concreto son las dimensiones de las esculturas que ha realizado, además de lo grandes que pueden llega a ser, muchas de ellas tienen capacidades interactivas. Una de sus primeras esculturas interactivas fue una escultura blanda de una barra de labios, llamada Lipstick (Ascending) on Catepillar Tracks que terminaba por desinflarse a no ser que alguna persona le metiera aire. Esta escultura se rediseñó con una forma de aluminio más sólida, colocándola de forma vertical encima de las ruedas de un tanque. Lipstick se encuentra actualmente en el patio del Morse College, en la Universidad de Yale, en Connecticut. Esta escultura fue encargada por Stuart Wrede y estudiantes de la Escuela de Arquitectura de Yale.
Entre los años 1960-1965 realizó algunos happenings, uno de los más destacados que llevó a cabo fue Autobodys (Los Ángeles, 1964), que incluyó automóviles, multitud de gente y cubos de hielo, en el cual los asistentes quedaban implicados y se hacían partícipes. También en el año 1961 abrió una tienda en Nueva York dedicada a vender reproducciones de hamburguesas, pasteles, etc. Otra obra de grandes dimensiones fue Pinza para la ropa, que fue encargada en mayo de 1974 por Jack Wolgin, esta figura se encuentra en Filadelfia y tiene casi 14 metros de altura. Este con otro ejemplo como puede ser Balancín-Herramienta (1984), una herramienta de jardinero de más de 5 metros de altura, la cual está pintada con colores vivos y alegres. Con estos ejemplos entre otros se ve el gusto del autor por crear réplicas de objetos cotidianos que utilizamos en nuestra vida cotidiana. Otros obras de este autor son Máquina de escribir blanda, Ratón geométrico, Cuchara-puente y cereza, entre otras.
Además de proyectos independientes, en ocasión contribuye a proyectos arquitectónicos, en particular para la sede principal de la agencia de publicidad Chiat/Day en el distrito de Venice, en Los Ángeles, California. La entrada principal está formada por un par de binoculares gigantes.
En 1989 recibió el Premio de la Fundación Wolf de las Artes de Jerusalén y en 1995 obtuvo el Premio Schock, otorgado por un comité de la Real Academia Sueca de Artes Visuales. 